# Bahnstrecke Nevers–Corbigny
| Bahnhof der der Kleinbahn (links) und der P.-L.-M. (rechts) in Corbigny |                     |                             |                             |
| Streckenlänge: | 74 km               |                             |                             |
| Spurweite: | 1000 mm (Meterspur) |                             |                             |
| |                     |                             |                             |
| \| \| \| Nevers Gare PLM \| \| \| \| 0 \| Nevers Gare PLM \| Nevers Gare PLM \| \| \| 3 \| Nevers Échange rue de Paris \| Nevers Échange rue de Paris \| \| \| 4 \| Nevers Ville Mouësse \| Nevers Ville Mouësse \| \| \| 9 \| Pont-Saint-Ours \| Pont-Saint-Ours \| \| \| 16 \| Montigny-aux-Amognes \| Montigny-aux-Amognes \| \| \| 20 \| Saint-Jean-aux-Amognes \| Saint-Jean-aux-Amognes \| \| \| 22 \| Chougny \| Chougny \| \| \| 25 \| Saint-Benin-d’Azy \| Saint-Benin-d’Azy \| \| \| 30 \| Sept-Voies Saint-Firmin \| Sept-Voies Saint-Firmin \| \| \| 31 \| Bona \| Bona \| \| \| 36 \| Saxi-Bourdon \| Saxi-Bourdon \| \| \| 43 \| Saint-Saulge \| Saint-Saulge \| \| \| 48 \| Ligny \| Ligny \| \| \| 50 \| Crux-la-Ville \| Crux-la-Ville \| \| \| 56 \| Saint-Révérien \| Saint-Révérien \| \| \| 61 \| Les Bordes \| Les Bordes \| \| \| 64 \| Guipy-Héry \| Guipy-Héry \| \| \| 70 \| Chaumot-Chitry-les-Mines \| Chaumot-Chitry-les-Mines \| \| \| 74 \| Corbigny \| Corbigny \| \| \| \| Corbigny \| \| |                     |                             |                             |
| Bahnhof quer |                     | Nevers Gare PLM             | Nevers Gare PLM             |
| Kopfbahnhof Streckenanfang (Strecke außer Betrieb) | 0                   | Nevers Gare PLM             | Nevers Gare PLM             |
| Bahnhof (Strecke außer Betrieb) | 3                   | Nevers Échange rue de Paris | Nevers Échange rue de Paris |
| Bahnhof (Strecke außer Betrieb) | 4                   | Nevers Ville Mouësse        | Nevers Ville Mouësse        |
| Bahnhof (Strecke außer Betrieb) | 9                   | Pont-Saint-Ours             | Pont-Saint-Ours             |
| Bahnhof (Strecke außer Betrieb) | 16                  | Montigny-aux-Amognes        | Montigny-aux-Amognes        |
| Bahnhof (Strecke außer Betrieb) | 20                  | Saint-Jean-aux-Amognes      | Saint-Jean-aux-Amognes      |
| Bahnhof (Strecke außer Betrieb) | 22                  | Chougny                     | Chougny                     |
| Bahnhof (Strecke außer Betrieb) | 25                  | Saint-Benin-d’Azy           | Saint-Benin-d’Azy           |
| Bahnhof (Strecke außer Betrieb) | 30                  | Sept-Voies Saint-Firmin     | Sept-Voies Saint-Firmin     |
| Bahnhof (Strecke außer Betrieb) | 31                  | Bona                        | Bona                        |
| Bahnhof (Strecke außer Betrieb) | 36                  | Saxi-Bourdon                | Saxi-Bourdon                |
| Bahnhof (Strecke außer Betrieb) | 43                  | Saint-Saulge                | Saint-Saulge                |
| Bahnhof (Strecke außer Betrieb) | 48                  | Ligny                       | Ligny                       |
| Bahnhof (Strecke außer Betrieb) | 50                  | Crux-la-Ville               | Crux-la-Ville               |
| Bahnhof (Strecke außer Betrieb) | 56                  | Saint-Révérien              | Saint-Révérien              |
| Bahnhof (Strecke außer Betrieb) | 61                  | Les Bordes                  | Les Bordes                  |
| Bahnhof (Strecke außer Betrieb) | 64                  | Guipy-Héry                  | Guipy-Héry                  |
| Bahnhof (Strecke außer Betrieb) | 70                  | Chaumot-Chitry-les-Mines    | Chaumot-Chitry-les-Mines    |
| Kopfbahnhof Streckenende (Strecke außer Betrieb) | 74                  | Corbigny                    | Corbigny                    |
| Bahnhof quer |                     | Corbigny                    | Corbigny                    |

Die Bahnstrecke Nevers–Corbigny war eine Meterspurbahn im Réseau de la Nièvre im Département Nièvre in der Region Bourgogne-Franche-Comté, die von 1905 bis 1939 durch die Société générale des chemins de fer économiques betrieben wurde.

## Geschichte
Der erste, 4 km lange Streckenabschnitt zwischen vom östlichen Endbahnhof Corbigny bis Chaumot-Chitry les Mines wurde 1903 gebaut und in Betrieb genommen. Der 43 km lange Streckenabschnitt vom westlichen Endbahnhof Nevers bis Saint-Saulge wurde am 15. Dezember 1904 abgenommen und am 20. Dezember 1904 eingeweiht. Die Fahrt auf der 43 km langen Strecke mit elf Bahnhöfen dauerte fahrplanmäßig zwei Stunden.
Am 1. August 1905 wurde dann auch der 27 km lange Streckenabschnitt von Chaumot-Chitry les Mines bis Saint-Saulge eröffnet, wodurch die insgesamt 74 km lange Strecke fertiggestellt wurde.
Ab 1929 nahm das Verkehrsaufkommen stark ab, so dass 1933/1934 die dampfbetriebenen Personenzüge abgeschafft und durch Omnibusse ersetzt wurden. 1935 wurde der Personenverkehr aber mit von De Dion-Bouton gelieferten, dieselbetriebenen Triebwagen wieder aufgenommen.
Am 15. März 1939 wurde der Bahnbetrieb komplett eingestellt, einschließlich der 9 km langen Strecke Saint-Révérien – Neuilly-Champallement – Brinon-Beuvron.